# 細川利寛
細川 利寛（ほそかわ としひろ）は、肥後新田藩の第4代藩主。

## 生涯
享保元年（1716年）8月17日、第2代藩主・細川利昌の長男・利方の長男として生まれる。利方は病弱だったため家督を継げず、利方の弟・利恭が第3代藩主となった。しかし利恭の長男・利久が早世したため、享保11年（1726年）に利寛は利恭の娘婿になった。寛保2年（1742年）3月7日、利恭が隠居したため、跡を継いだ。幕府の朝鮮通信使の接待役などを務めている。
明和4年（1767年）9月24日に死去した。享年52。跡を三男の利致が継いだ。

## 系譜
父母
- 細川利方（実父）
- えん、照林院 - 小林氏（実母）
- 細川利恭（養父）

正室
- 房姫、清寿院 - 細川利恭の娘

側室
- 及川氏
- 岸田氏

子女
- 細川利業（長男） 生母は清寿院
- 細川利意（次男） 生母は清寿院
- 細川利致（三男） 生母は清寿院
- 細川利庸（四男） 生母は清寿院
- 戸川等之（五男） 生母は及川氏